# کیلی گرین
کیلی گرین (به انگلیسی: Keeley Green) یک روستا در بریتانیا است که در بدفورد واقع شده‌است.